# Ренато Кунья Валле
Ренато Кунья Валлє (порт. Renato Cunha Valle, нар. 5 грудня 1944, Ріо-де-Жанейро) — бразильський футболіст, що грав на позиції воротаря. По завершенні ігрової кар'єри — тренер.
Виступав, зокрема, за «Фламенго» та «Флуміненсе», а також національну збірну Бразилії.

## Клубна кар'єра
У дорослому футболі дебютував виступами за команду «Фламенго», вперше зігравши 19 грудня 1964 року в матчі із «Сантосом»; гра завершилася з рахунком 0:0. Однак більш Ренато не міг грати: його місце займав голкіпер Марсіал, який прийшов у «Фламенго» в попередньому році. Щоб дати ігрову практику талановитому воротареві, Ренато був відданий в оренду, спочатку в «Таубате», а потім в «Ентрерріенсе». У 1967 році Ренато повернувся у «Фламенго». Там він виступав у ролі другого воротаря, аж до 24 січня 1968 року, коли він пропустив 5 голів у матчі з «Гуарані».
У 1969 році Ренато перейшов до клубу «Уберландія». Там він відіграв один сезон, після чого був куплений клубом «Атлетіко Мінейро», який заплатив за трансфер голкіпера 70 тис. доларів. На переході Ренато особисто наполягав головний тренер «Атлетіко», Теле Сантана. З «Атлетіко» Ренато виграв у перший рік чемпіонат штату Мінас-Жерайс, а в другій переміг у чемпіонаті Бразилії. Ренато залишався основним голкіпером команди, аж до приходу в клуб уругвайського воротаря Ладіслао Мазуркевича.
Після цього Ренато повернувся у «Фламенго». З клубом він виграв два чемпіонату штату Ріо-де-Жанейро. Цього разу відіграв за команду з Ріо-де-Жанейро наступні чотири сезони своєї ігрової кар'єри і у перших двох був основним гравцем команди.
Згодом протягом 1975—1982 років захищав кольори клубів «Флуміненсе» та «Баїя», а завершив ігрову кар'єру у еміратській команді «Аль-Аглі» (Дубай), за яку виступав протягом 1983 року.

## Виступи за збірну
6 березня 1973 року дебютував в офіційних матчах у складі національної збірної Бразилії у товариській грі зі збірною Алжиру 1973 року, а через 10 днів провів товариський матч з Австрією (1:1)., який став другим і останнім матчем для Ренато за збірну.
Наступного року у складі збірної був учасником чемпіонату світу 1974 року у ФРН, але там він був тільки 3-м воротарем і на поле не виходив.

## Кар'єра тренера
Завершивши кар'єру гравця Ренато залишився в ОАЕ, працюючи тренером воротарів у «Аль-Аглі» (Дубай). Згодом Ренато працював тренером воротарів у клубі «Васко да Гама» та збірній Бразилії, де допомагав Себастьяну Лазароні.
З 1988 по 1990 рік Ренато працював тренером воротарів в збірній Саудівської Аравії, допомагаючи співвітчизнику Карлосу Алберто Паррейрі.
Після завершення тренерської кар'єри, Ренато виїхав до Уберландії. Там він, з 1998 по 2000 рік, працював координатором фонду спортивних програм Frutel, після чого став працювати спортивним коментатором на радіо Культура Уберландії. Одружений, має трьох дітей.

## Титули і досягнення
- Чемпіон Бразилії (1):

«Атлетіко Мінейру»: 1971
- Переможець Ліги Мінейро (1):

«Атлетіко Мінейру»: 1970
- Переможець Ліги Каріока (4):

«Фламенго»: 1972, 1974
«Флуміненсе»: 1975, 1976
- Переможець Ліги Баїяно (3):

«Баїя»: 1979, 1981, 1982